# 구원의 순서

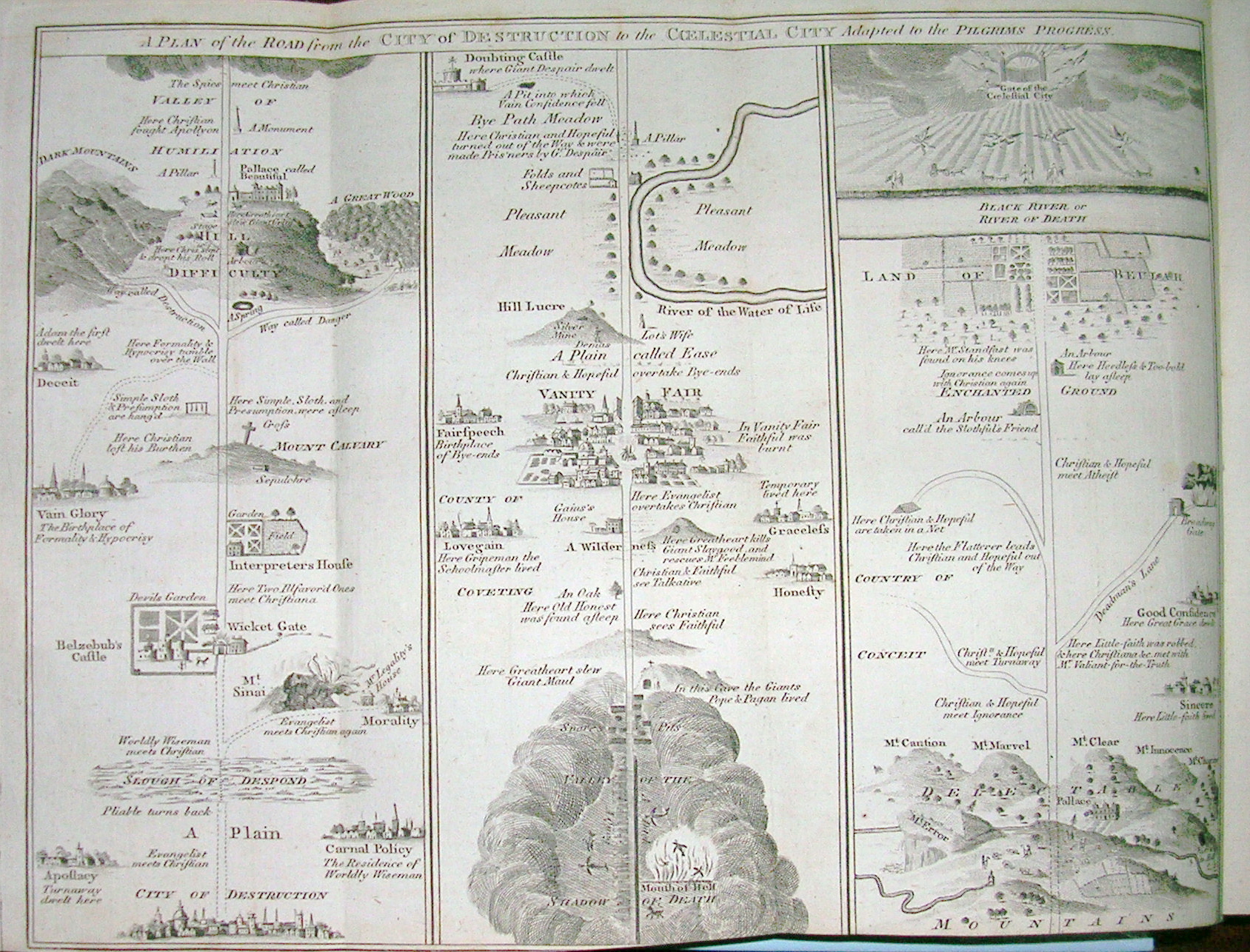
천로 역정에서 소개된 구원의 여정을 나타낸 지도

구원의 순서 (라틴어: Ordo Salutis; 영어: Order of Salvation) 기독교의 구원교리에서 구원에 대한 과정과 단계들을 말한다. 어떤 단계는 순간적으로 일어나지만, 어떤 단계는 점진적으로 일어난다.  독력주의에서는 구원의 서정이 객관적으로 오직 하나님에 의해서 행해지는 것으로 보는 반면에 신인 협력설에서는 인간과 신의 협력으로 보는 주관적 형태로 본다.  청교도인 윌리암 퍼킨스의 황금 사슬에서 이 구원의 순서를 다루었다. 

## 같이 보기
- 신의 작정의 논리적 순서